# Zuberoa
Zuberoa (Xiberoa en el dialecte suletí de l'euskera, Soule en francès i Sola en gascó) és un dels set territoris que formen el País Basc i pertany a França. Limita al sud amb Navarra, al nord amb els departaments de Landes i Gers, a l'est amb el departament dels Alts Pirineus, i a l'oest amb la Baixa Navarra. Administrativament està dins del departament dels Pirineus Atlàntics (regió d'Aquitània) i les comunes que la componen formen part dels cantons de Maule-Lextarre, Atharratze-Sorholuze i Oloron-Sainte-Maire-Oest (només Eskiula) al districte d'Oloron-Sainte-Marie, a més del cantó de Donapaleu al districte de Baiona. Addicionalment, els municipis que es consideren pertanyents a aquest territori històric i formen part del districte d'Oloron-Sainte-Marie s'han associat en una mancomunitat de municipis anomenada Comunitat de comunes de Zuberoa, mentre que els pertanyents al de Baiona no formen part de la mancomunitat.
La seva capital és Maule-Lextarre, dos municipis fusionats el 1841.

## Història

### Des de Zuberoa antiga fins al domini bearnès
En el Paleolític mitjà, aquest territori històric ja estava poblat pel que sembla, car s'han trobat restes prehistòriques de l'home de Neanderthal a les coves de Xaxixiloaga (Altzürükü) i Etxeberri. Al final del Neolític, la població s'havia estès i assimilat tècniques i coneixements d'altres pobles. Els romans van tenir gran influència a Zuberoa, igual que en la resta d'Aquitània, encara que es va mantenir el protobasc (antecessor i continium de l'euskera). Després de la caiguda de l'Imperi Romà van arribar les invasions dels visigots i les dels francs en el segle v.

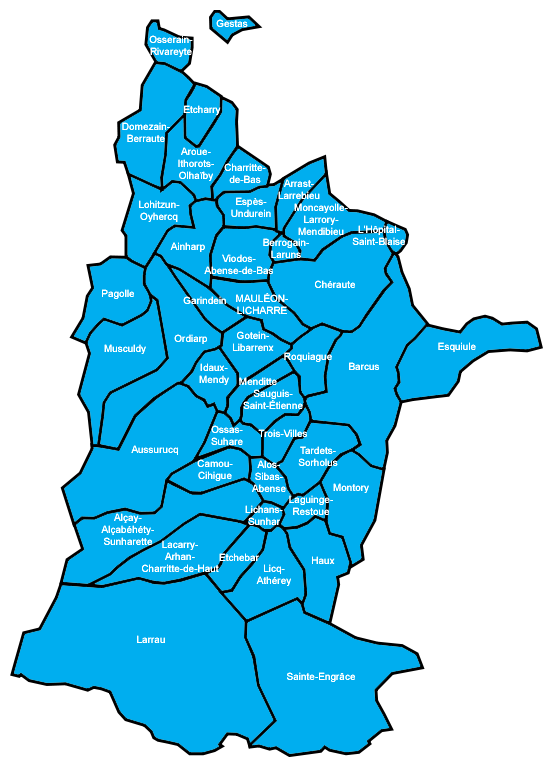
Comunes de Zuberoa.

En l'any 602, els territoris vascons del nord dels Pirineus van ser reunits en el ducat de Vascònia, vencent poc després (635) a l'exèrcit del rei franc Dagobert I i intentant així assegurar-se una relativa independència. Desaparegut el Regne de Tolosa, que estava en mans franques, el ducat de Vascònia es va fer amb les terres del ducat d'Aquitània (660), encara que va ser independent fins que els carolingis el van conquistar en 768. A pesar de les lluites per mantenir-se independent, el Ducat de Vascònia va acabar unit al d'Aquitània entre els segles VII i IX.

### Des del domini del vescomtat de Bearn fins al domini anglès
En el segle ix sorgeix el vescomtat de Zuberoa a causa del naixement del regne de Pamplona (824), el primer rei del qual, Iñigo Arizta, va nomenar Aznar primer vescomte en 832, donant començament a una dinastia que s'estendria fins al segle xiii. En el segle xi, el duc de Gascunya va cedir els seus drets relatius a Zuberoa al vescomte de Bearn, mentre que el rei seguia sent amo del castell de Maule.
El ducat d'Aquitània va dominar els territoris bascos, conservant les seves institucions, per a passar poc després juntament amb Lapurdi a les mans dels anglesos en 1152 a causa del casament entre Elionor d'Aquitània i Enric Plantagenet. Sota el domini anglès, Sola va aconseguir gran llibertat i va guardar els seus costums, desenvolupant al seu torn l'economia. Després del domini anglès va passar a les mans del vescomte de Bearn Gastó IV de Foix en 1449.

## Cultura i tradicions
A Zuberoa existeix una tradició de teatre musical folklòric, l'anomenada pastoral: els habitants dels pobles dediquen tot l'any a preparar i assajar danses i obres de teatre. Tradicionalment, el tema de l'obra era sobretot religiós, però des de fa poc es venen representant també episodis de la història dels bascos.
El francès és la llengua oficial, però s'hi parla un dialecte basc, força original, conegut en basc com a Zuberera, que és usat quotidianament pel 64% de la població Endemés, la seva identitat cultural és força alta, ja que el 71% dels habitants es declaren bascos.

## Comunes
| Comuna                                                      | Districte           | Cantó                     | Notes |
| ----------------------------------------------------------- | ------------------- | ------------------------- | --- |
| Ainharp (Ainharbe)                                          | Oloron-Sainte-Marie | Mauléon-Licharre          | |
| Alçay-Alçabéhéty-Sunharette (Altzai-Altzabeheti-Zunharreta) | Oloron-Sainte-Marie | Tardets-Sorholus          | |
| Alos-Sibas-Abense (Aloze)                                   | Oloron-Sainte-Marie | Tardets-Sorholus          | |
| Aroue-Ithorots-Olhaïby (Arüe)                               | Baiona              | Saint-Palais              | No pertany a la Communauté de communes de Soule-Xiberoa. |

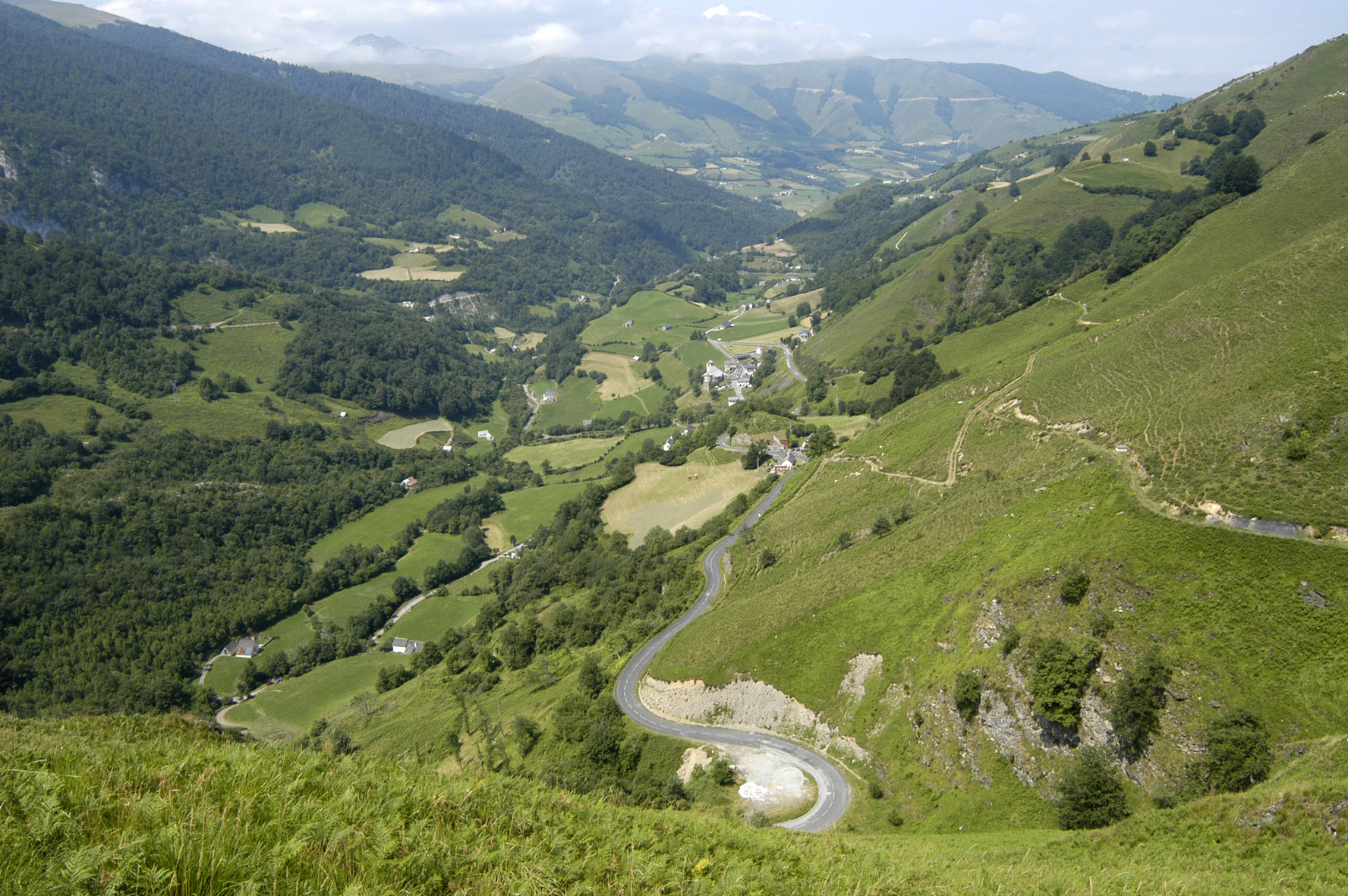
Vista de Santa Grazi

| Arrast-Larrebieu (Ürrüstoi-Larrabile)                       | Oloron-Sainte-Marie | Mauléon-Licharre          | |
| Aussurucq (Altzürükü)                                       | Oloron-Sainte-Marie | Mauléon-Licharre          | |
| Barcus (Barkoxe)                                            | Oloron-Sainte-Marie | Mauléon-Licharre          | |
| Berrogain-Laruns (Berogaine-Lahüntze)                       | Oloron-Sainte-Marie | Mauléon-Licharre          | |
| Camou-Cihigue (Gamere-Zihiga)                               | Oloron-Sainte-Marie | Tardets-Sorholus          | |
| Charritte-de-Bas (Sarrikotapea)                             | Oloron-Sainte-Marie | Mauléon-Licharre          | |
| Chéraute (Sohüta)                                           | Oloron-Sainte-Marie | Mauléon-Licharre          | |
| Domezain-Berraute (Domintxaine-Berroeta)                    | Bayona              | Saint-Palais              | No pertany a la Communauté de communes de Soule-Xiberoa. |
| Espès-Undurein (Ezpeize-Ündürein)                           | Oloron-Sainte-Marie | Mauléon-Licharre          | |
| Esquiule (Eskiula)                                          | Oloron-Sainte-Marie | Oloron-Sainte-Marie-Ouest | Comuna de Bearn durant l'Antic Règim. Se la inclou habitualment en la llista de poblacions suletines, en ser la seva població històricament bascòfona. No pertany a la Communauté de communes de Soule-Xiberoa. Tampoc ha sol·licitat el seu ingrés en els Consells del País Baso francès. |
| Etcharry (Etxarri)                                          | Baiona              | Saint-Palais              | No pertany a la Communauté de communes de Soule-Xiberoa. |
| Etchebar (Etxebarre)                                        | Oloron-Sainte-Marie | Tardets-Sorholus          | |
| Garindein (Garindaine)                                      | Oloron-Sainte-Marie | Mauléon-Licharre          | |
| Gestas (Jestaze)                                            | Bayona              | Saint-Palais              | No pertany a la Communauté de communes de Soule-Xiberoa. |
| Gotein-Libarrenx (Gotaine-Irabarne)                         | Oloron-Sainte-Marie | Mauléon-Licharre          | |
| Haux (Hauze)                                                | Oloron-Sainte-Marie | Tardets-Sorholus          | |
| Idaux-Mendy (Idauze-Mendi)                                  | Oloron-Sainte-Marie | Mauléon-Licharre          | |
| Lacarry-Arhan-Charritte-de-Haut (Lakarri)                   | Oloron-Sainte-Marie | Tardets-Sorholus          | |
| Laguinge-Restoue (Liginaga-Astüe)                           | Oloron-Sainte-Marie | Tardets-Sorholus          | |
| Larrau (Larraine)                                           | Oloron-Sainte-Marie | Tardets-Sorholus          | |
| L'Hôpital-Saint-Blaise (Ospitalepea)                        | Oloron-Sainte-Marie | Mauléon-Licharre          | |
| Lichans-Sunhar (Lexantzü-Zünharre)                          | Oloron-Sainte-Marie | Tardets-Sorholus          | |
| Licq-Athérey (Ligi-Atherei)                                 | Oloron-Sainte-Marie | Tardets-Sorholus          | |
| Lohitzun-Oyhercq (Lohitzüne-Oihergi)                        | Bayona              | Saint-Palais              | No pertany a la Communauté de communes de Soule-Xiberoa. |
| Mauléon-Licharre (Maule)                                    | Oloron-Sainte-Marie | Mauléon-Licharre          | |
| Menditte (Mendikota)                                        | Oloron-Sainte-Marie | Mauléon-Licharre          | |
| Moncayolle-Larrory-Mendibieu (Mitikile-Larrori-Mendibile)   | Oloron-Sainte-Marie | Mauléon-Licharre          | |
| Montory (Montori)                                           | Oloron-Sainte-Marie | Tardets-Sorholus          | |
| Musculdy (Muskildi)                                         | Oloron-Sainte-Marie | Mauléon-Licharre          | |
| Ordiarp (Urdiñarbe)                                         | Oloron-Sainte-Marie | Mauléon-Licharre          | |
| Ossas-Suhare (Ozaze-Zühara)                                 | Oloron-Sainte-Marie | Tardets-Sorholus          | |
| Osserain-Rivareyte (Ozaraine-Erribareita)                   | Bayona              | Saint-Palais              | No pertany a la Communauté de communes de Soule-Xiberoa. |
| Pagolle (Pagola)                                            | Bayona              | Saint-Palais              | No pertany a la Communauté de communes de Soule-Xiberoa. |
| Roquiague (Arrokiaga)                                       | Oloron-Sainte-Marie | Mauléon-Licharre          | |
| Sainte-Engrâce (Urdatx)                                     | Oloron-Sainte-Marie | Tardets-Sorholus          | |
| Sauguis-Saint-Étienne (Zalgize-Doneztebe)                   | Oloron-Sainte-Marie | Tardets-Sorholus          | |
| Tardets-Sorholus (Atharratze Sorholuze)                     | Oloron-Sainte-Marie | Tardets-Sorholus          | |
| Trois-Villes (Iruri)                                        | Oloron-Sainte-Marie | Tardets-Sorholus          | |
| Viodos-Abense-de-Bas (Bildoze-Onizpea)                      | Oloron-Sainte-Marie | Mauléon-Licharre          | |